# Benny Vreden
Benny Vreden, pseudoniem van Benoni Roelofs (Sloten, 17 februari 1913 – Loosdrecht, 25 januari 1975), was een Nederlandse conferencier, zanger, tekstdichter, componist, liedschrijver en producent.
Hij was medewerker van het radioprogramma De bonte dinsdagavondtrein, mede-oprichter van cabaretgroep Gezelschap Benny Vreden, en bedacht en maakte het kinderliedprogramma Barend Bluf voor de radio (1953-1960).
Hij schreef het lied Heel de wereld voor het Eurovisiesongfestival (1958). In 1964 richtte hij een eigen productiebedrijf op, Benny Vreden Producties, waarmee hij singletjes met kinderliedjes uitbracht voor zangonderwijs op school. Hij bedacht in 1967 de afscheidsmusical voor de laatste klas van de lagere school en gaf met zijn productiemaatschappij elk jaar een eindmusical uit.

## Leven en werk
Benny Vreden werd geboren in Sloten (dat kort daarna onder Amsterdam ging vallen) als Benoni Roelofs. Hij was de zoon van Johannes Jacobus Roelofs en Antje Paulus en groeide op in Soest. Hij doorliep de Handelsschool en de HBS. Hij trouwde in 1938 met Susanna Maria Buijs. Zij kregen een dochter, Joke Roelofs. Het echtpaar scheidde in 1957.
Vreden werd vertegenwoordiger van bandenfabrikant Vredestein, maar hij besteedde steeds meer tijd aan het schrijven van teksten en gedichten. In de jaren ’30 verschenen in de Soester Courant meer dan 300 gedichten van zijn hand over de actualiteit van de dag. Hij drong langzaam door in het wereldje van het cabaret en werd in 1938 gevraagd om als conferencier en liedzanger mee te werken aan De bonte dinsdagavondtrein, het populairste AVRO-radioprogramma van die jaren. Hij begeleidde zichzelf op piano of accordeon. Daarmee begon zijn succesvolle loopbaan, onder de artiestennaam Benny Vreden.
Kort na de Tweede Wereldoorlog leidde Benny Vreden enige maanden het ondergrondse cabaret De Molshoop, gevestigd in een gelijknamig 'theater' in een bunker in Soest. Hieraan werd onder anderen meegewerkt door Wim Ibo, Hetty Blok en Lia Dorana. Hij was enige tijd hoofd van de amusementsprogramma’s van Radio Herrijzend Nederland en de Wereldomroep. Met onder meer Piet Ekel richtte hij een groep op, die aanvankelijk VPRO-Cabaret heette, maar in de praktijk al gauw gewoon Gezelschap Benny Vreden werd genoemd. Met wisselende thema’s en samenstelling trok dit gezelschap namens de omroep het land door, 150 avonden per seizoen, 7 jaar lang, op basis van eigen teksten en muziek. Toen Wim Sonneveld plotseling een tournee voor militairen in het toenmalige Nederlands-Indië moest afzeggen, nam het Gezelschap Benny Vreden zijn plaats in, waarna ook nog Brussel, Londen en Parijs werden aangedaan.
In zijn boek ’n Luisterrijk verleden rangschikte Piet Ekel, Vreden decennia later onder de ‘alleskunners’: de weinigen die alle aspecten van het vak beheersen. Op het terrein van de radio waren dat volgens Ekel: Jan de Cler, Willy van Hemert en ‘duivelskunstenaar’ Benny Vreden. In diezelfde periode maakte hij deel uit van radio-ensembles, onder anderen een sextet met Guus Jansen (waarvoor hij onder andere Het rhythme van het leven schreef). Hij schreef liedjes voor ensembles van diverse omroepen, zoals de Romancers o.l.v. Gerard van Krevelen. Zijn compositie ’t Is kersenfestijn in spreeuwenland werd bekend door de vertolking van de Jonge Flierefluiters o.l.v. Johan Jong. Zijn bekendste lied was Heel de wereld, waarmee Corry Brokken in 1958 het Nationaal Songfestival won (arrangement Bert Paige, 9e op het Eurovisiesongfestival). Vreden schreef ook tunes voor radiorubrieken als De groenteman (AVRO).
In 1953 begon hij een kinderliedjesprogramma bij de VARA genaamd Barend Bluf, dat zeven jaar lang op de radio werd uitgezonden. In 1967 vertelde hij in een interview hoe dat tot stand kwam: 
Het was in de stille tijd – de zomermaanden van 1953 – toen ik ineens een idee kreeg om een kinderliedjesprogramma te maken. Ik kwam erop, omdat ik overal – van kleuters tot beginnende teenagers – liedjes hoorde zingen van Max van Praag en Eddy Christiani. Uitstekende artiesten, maar zij brachten toch echt niet een repertoire afgestemd op kinderen. Ik dacht, misschien kan ik wel een paar opvoedende kinderschlagers maken, want ik had en heb nog steeds een pedagogische tik.
Ik schreef een paar liedjes en probeerde die uit op een paar kinderpartijtjes. De liedjes deden het wel vond ik. Ik zocht contact met de VARA. Daar zeiden ze: probeer het maar, het is nu toch een slappe tijd. Met die liedjes stapte ik naar de studio en begon te zingen samen met de kinderen, die men daar verzameld en dus aan mij overgeleverd had. Het ging prachtig. Het was een live-uitzending zonder repetities vooraf. Eigenlijk was iedere uitzending een repetitie, want wij stopten als het fout ging.

Lopend naar de studio had ik pas de naam van het jongetje bedacht, waarover ik een paar liedjes had geschreven, namelijk Barend Bluf. Een jongetje, dat alles fout deed. Na de tweede uitzending bleek mij, dat ik niet meer behoefde te zoeken naar onderwerpen voor Barend. De kinderen kwamen er zelf al mee aandragen. Ze vertelden in geuren en kleuren dat ze Barend Bluf op de ’s-Gravelandseweg hadden zien lopen, waar hij gevaarlijk overstak. Dat Barend Bluf zich nooit waste en ga zo maar door, want de kinderfantasie is onuitputtelijk.
Zo ontstonden liedjes als De politie is mijn beste kameraad, Moeder mag ik een snoepje, De natuur is geen vuilnisbak en Doe het dopje op de tube van de tandpasta: 'Het programma sloeg aan: er werden Barend Bluf-grammofoonplaten en boekjes uitgegeven. Benny Vreden kwam er zeven jaar lang mee op de radio, samen met een kinderkoortje (bij het koortje zong ook zijn dochter Joke Roelofs mee).
Vreden was niet alleen liedschrijver, zanger en pianist, maar ontdekte ook jong talent zoals Thérèse Steinmetz en Saskia & Serge. Hij was bovendien een belangrijke producer en richtte in 1964 een eigen productiehuis op: Benny Vreden Producties. Hij was de bedenker en uitvoerder van het eerste huifkarcabaret, schreef musicals en andere zangspelen voor amateurs (onder andere ten behoeve van scholen, verenigingen en bedrijven) en coachte en begeleidde zangers in de lichte muziek-wereld.
Vreden legde zich toe op muziek voor en met kinderen. Hij ging kinderliedjes op singles uitgeven voor zangonderwijs op school. Scholen die hier een abonnement op namen kregen elke maand een singletje met bladmuziek en een lesbrief. Tevens bedacht hij de jaarlijkse musical voor de hoogste klas van de basisschool. Nog altijd worden musicals en liedjes voor de jeugd door het bedrijf geproduceerd.
Naast alle genoemde activiteiten speelde Vreden bovendien een sleutelrol in de geschiedenis van de reclamejingle. Zijn bedrijf was actief op het gebied van jingles, spots, radioprogramma’s, films, tv-campagnes, grammofoonplaten, achtergrondmuziek, geluidseffecten en ‘jingle-reclame op voetbalvelden’. De studio produceerde talloze liedjes ‘die niet voor de hitparade zijn gemaakt’. Vreden zette hiervoor ook bekende artiesten in, zoals: Corry Brokken, Herman Emmink, Jos Brink, Harry de Groot en vele anderen. Meestal schreef hij zelf tekst en muziek, en leidde het ensemble.
Benny Vreden overleed in 1975 in Loosdrecht, in de leeftijd van 61 jaar. Zijn productiehuis werd voortgezet door muziekleraar en kinderliedschrijver Hans Peters en vervolgens door diens zoon, geluidstechnicus Bart Peters.